# Dammtorfriedhöfe

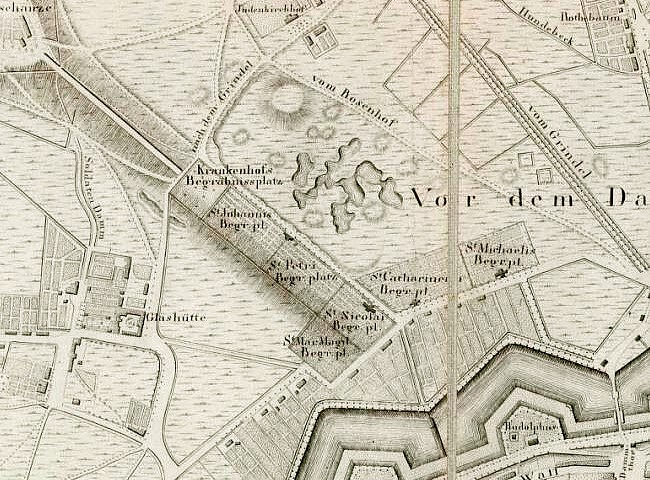
Dammtorfriedhöfe im Jahr 1810: In der Bildmitte die christlichen Begräbnisplätze, am oberen Bildrand der „Judenkirchhof“

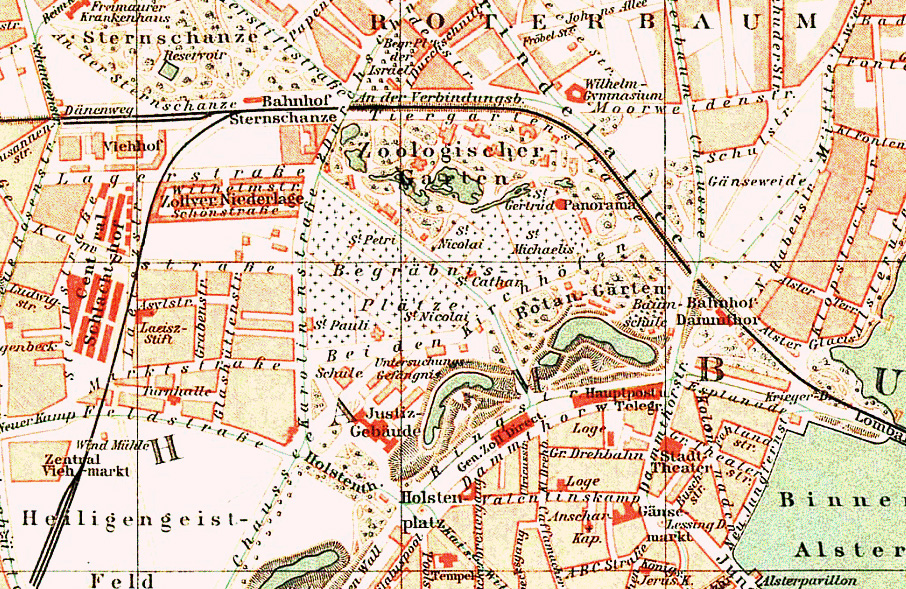
Dammtorfriedhöfe um 1890: Der Jüdische Friedhof am Grindel liegt nun nördlich der Verbindungsbahn beim Bahnhof Sternschanze.

Als  Dammtorfriedhöfe oder auch Friedhöfe vor dem Dammtor  wurden die Begräbnisplätze der innerstädtischen Hamburger Kirchengemeinden bzw. der Jüdischen Gemeinde bezeichnet, die außerhalb der Hamburger Stadtbefestigung zwischen dem Dammtor und der Sternschanze lagen. Sie wurden während des 18. Jahrhunderts angelegt und bis Anfang des 20. Jahrhunderts genutzt.
Hierzu gehörten anfangs die Friedhöfe der vier Hauptkirchen St. Katharinen, St. Nikolai, St. Petri und St. Michaelis, ferner der beiden Klöster St. Johannis und Marien Magdalenen sowie des ehemaligen „Pesthofes“ im heutigen St. Pauli (siehe Lageplan von 1810). Später kamen weitere Begräbnisplätze für die katholische Gemeinde (1813), die reformierten Gemeinden (1825), die St. Pauli-Vorstadtkirche (1834) sowie St. Gertrud hinzu.

## Geschichte

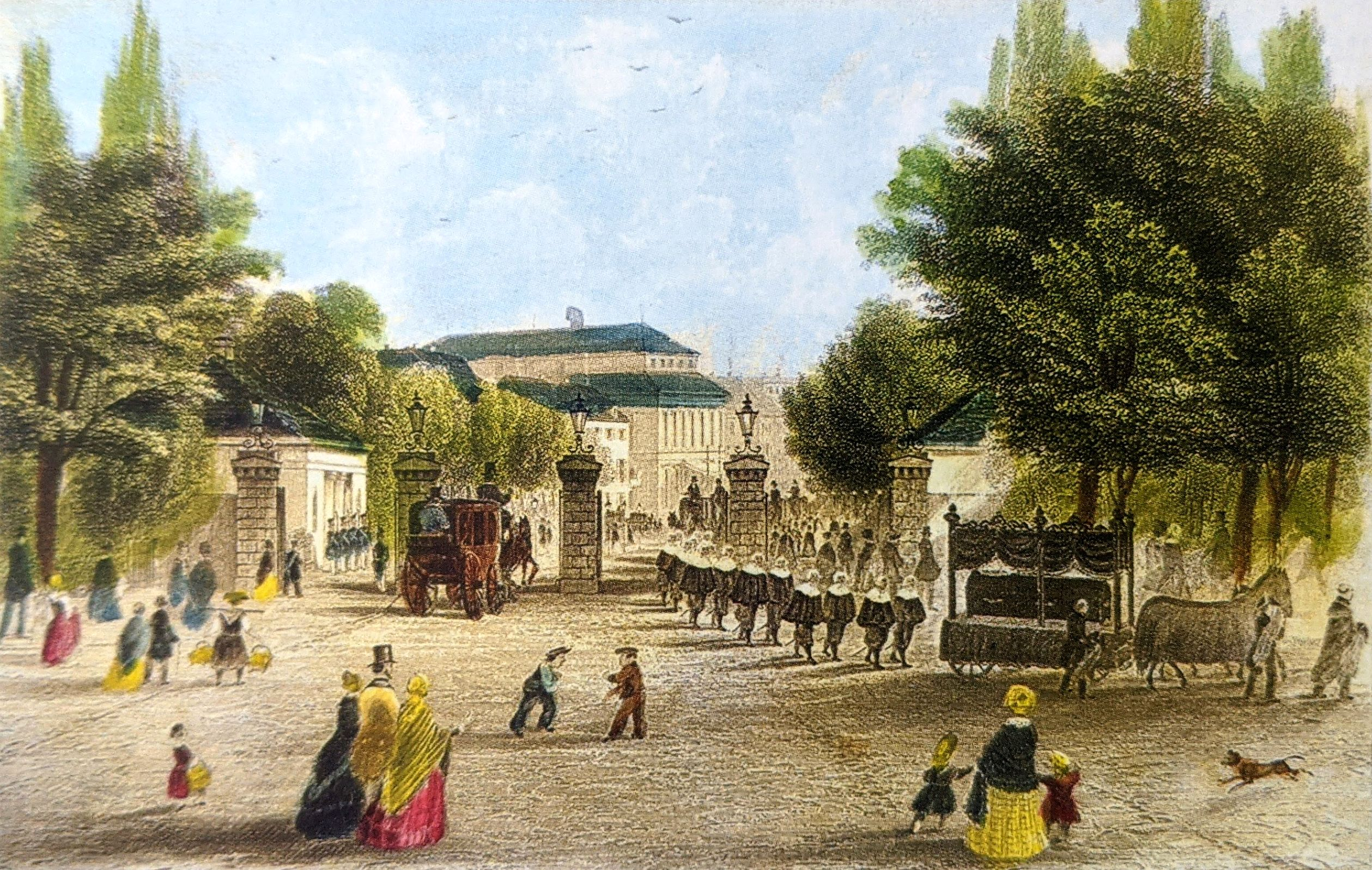
Ein Leichenzug verlässt das Dammtor in Richtung der Friedhöfe, um 1850

Während der Jüdische Friedhof am Grindel bereits seit 1712 außerhalb der Stadtmauern bestand, wurden die christlichen Begräbnisplätze vor dem Stadttor Dammtor erst gegen Ende des 18. Jahrhunderts angelegt. Grund hierfür waren die Überfüllung und daraus folgenden hygienischen Missstände auf den innerstädtischen Kirchhöfen. Seit den 1770er Jahren gab es daher verschiedene Vorstöße aus der Bürgerschaft und auch durch die Patriotische Gesellschaft von 1765, die Grabstätten vor die Stadtmauern zu verlegen. Hinzu kam, dass wohlhabende Hamburger im Zuge der romantischen Naturverehrung verstärkt dazu übergingen, sich auf landschaftlich reizvollen Dorffriedhöfen in der näheren Umgebung (Eppendorf, Hamm, Niendorf oder Ottensen) beerdigen zu lassen, wodurch den Hamburger Stadtkirchen bedeutende Einnahmen entgingen. Durch ihre parkähnliche Anlage dienten diese Friedhöfe zugleich als Vorbild für die neuen Begräbnisplätze.
Als erste der Hamburger Hauptkirchen wies St. Jacobi im Jahre 1793 ein zuvor bereits als Armenfriedhof genutztes Gelände vor dem Steintor als neuen Begräbnisplatz aus. Daraufhin verhandelten auch die übrigen Hauptkirchen mit dem Senat um die Zuweisung neuer Flächen, so dass ab 1794 die ersten Begräbnisplätze vor dem Dammtor eingerichtet wurden. 
Weil die neuen Dammtorfriedhöfe zunächst als „Elendenfriedhöfe“ verschrien waren, versuchten Hamburger immer noch, die Toten innerhalb der Stadtmauer zu beerdigen, bis dies unter der französischen Besatzung am 1. Januar 1813 verboten wurde.

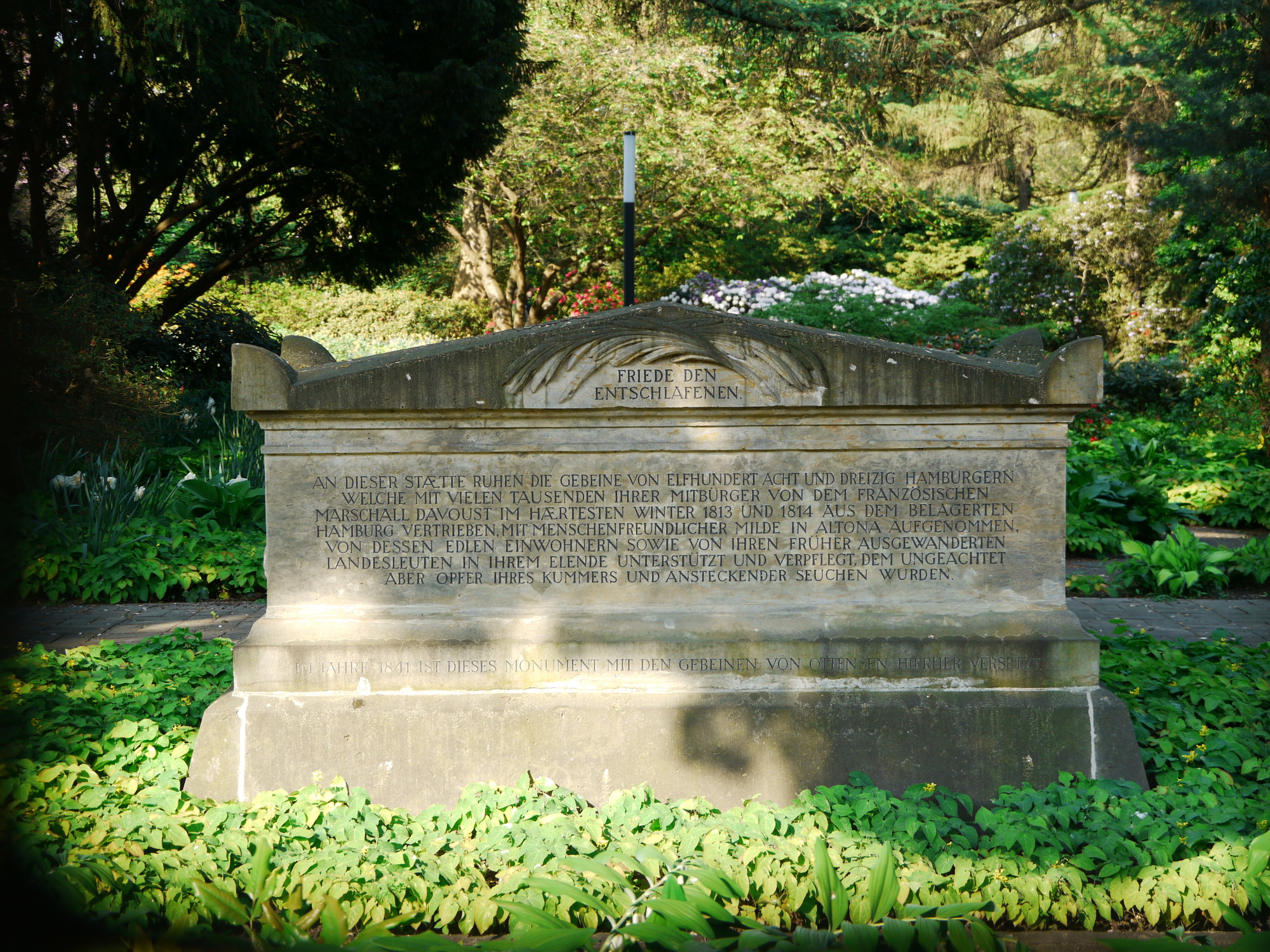
Gedenkstein für die Toten des Belagerungswinters 1813/14

Im Winter 1813/14 vertrieben die Besatzer 4000 Hamburger, weil sie der Forderung, sich für eine Zeit von sechs Monaten zu verproviantieren, nicht hatten nachkommen können. Bei eisiger Kälte mussten sie nach der Weihnachtsnacht die Stadt verlassen. Viele wurden von Altonaern aufgenommen, doch über 1000 Menschen starben infolge der Anstrengungen. 1815 ließ die Patriotische Gesellschaft ein von Carl Ludwig Wimmel entworfenes Grabmal in Form eines Sarkophages für die Opfer errichten. 1841, nach Ablauf der Pacht für die Ottensener Wiese, gab das Kirchspiel St. Nikolai ein Stück seines Begräbnisplatzes für die Aufstellung des Grabmales her. Die Gebeine der Vertriebenen wurden überführt und hier begraben. Seit jener Zeit steht das Denkmal am selben Platz an der St.-Petersburger Straße (früher Jungiusstraße).
Im 19. Jahrhundert blühte die Grabmalkultur auf den Dammtor-Friedhöfen. Einige Wohlhabende ließen sich Grüfte ausmauern. Viele Tote wurden in Einzelgräbern beerdigt oder in Familiengräbern. Die Grabmale wurden mit Inschriften, Ornamenten und Symbolen versehen oder sie blieben ganz schlicht mit dem Familiennamen versehen oder nur mit einem Vornamen.
Die Brüderschaften – so nannten sich die Zunftvereinigungen der Handwerker – ließen sich ebenso in Gemeinschaftsgräbern beerdigen wie auch die „Ämter“. Die Grabstätten friedeten sie durch Ecksteine ein, die mit schmiedeeisernen Ketten verbunden waren, aber auch durch Gitter oder Hecken.

## Auflösung und Nachnutzung
Nach der Eröffnung des neuen Zentralfriedhofes in Ohlsdorf 1877 wurden die Begräbnisse vor dem Dammtor allmählich eingeschränkt; das letzte fand im Jahre 1909 statt.
In der Zeit des Nationalsozialismus wurde ein großer Teil der Dammtorfriedhöfe mit ihren Grabmalen eingeebnet und zum Aufmarschplatz umgestaltet. Im Gegenzug wurde zum Tag des Heimatschutzes ein Freilichtmuseum auf dem Friedhof Ohlsdorf hergerichtet, wo im Heckengarten nahe der Kapelle 10 die künstlerisch bedeutendsten Grabmäler der ehemaligen Dammtorfriedhöfe verwahrt werden.

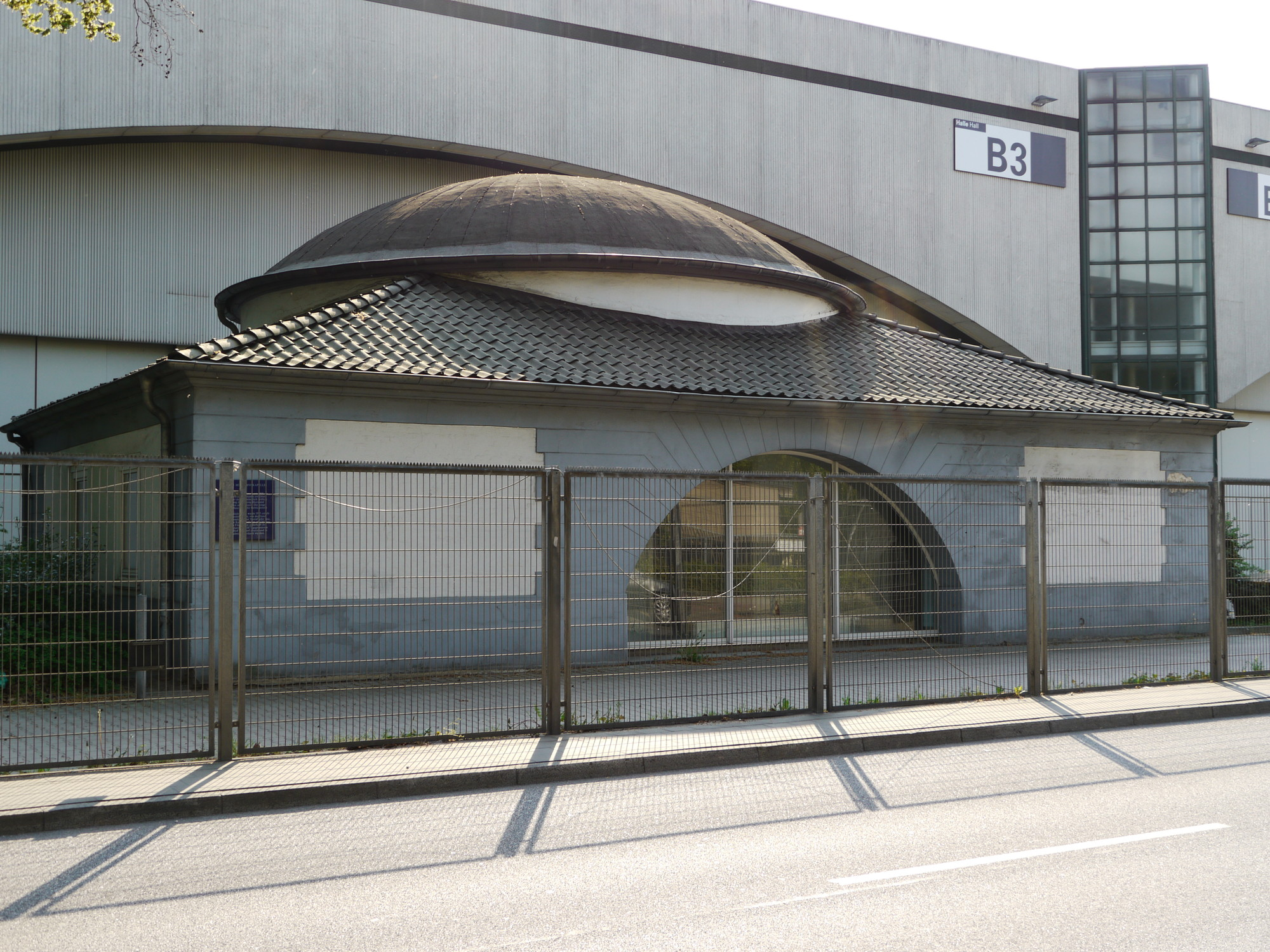
Die einstige St.-Petri Begräbniskapelle an der St. Petersburger Straße

Erhalten ist einzig die frühere St. Petri-Begräbniskapelle von 1802 an der St. Petersburger Straße. Der klassizistische, von der französischen Revolutionsarchitektur beeinflusste Bau nach Plänen von Johann August Arens war die erste Kapelle auf den Friedhöfen.
Auf den nördlich gelegenen Teilen der ehemaligen Begräbnisplätze inklusive des damals angrenzenden Zoologischen Gartens liegt heute der Park Planten un Blomen, auf den südlich davon gelegenen Flächen das mit Ausstellungshallen bebaute Gelände der Hamburg Messe. Der Name der am östlichen Rand davon verlaufenden Straße „Bei den Kirchhöfen“ erinnert auch heute noch an die Begräbnisplätze.